# Un soir au club (roman)
Pour les articles homonymes, voir Un soir au club.
Un soir au club est un roman de Christian Gailly publié le 7 janvier 2001 aux éditions de Minuit et ayant obtenu le prix du Livre Inter l'année suivante. Ce roman a été adapté au cinéma en 2009 dans le film Un soir au club de Jean Achache.

## Éditions
- Un soir au club, éditions de Minuit, 2001  (ISBN 2-7073-1773-X).